# Угрін Федір Дмитрович
Фе́дір Дми́трович Угрін (21 вересня 1975 — 25 серпня 2015) — матрос Збройних сил України, учасник російсько-української війни.

## Життєпис
Народився 1975 року в місті Джанкой. Здобув дві вищі освіти. Асистент кафедри землевпорядкування, викладач Херсонського аграрного університету.
Мобілізований у березні 2015 року, добровольцем пішов у зону бойових дій. Матрос, стрілець гранатометного взводу, 1 роти морської піхоти, 1 ОБМП.
25 серпня 2015-го загинув під час нічного артилерійського обстрілу терористами поблизу сіл Комінтернове — Лебединське Волноваського району — снаряд розірвався за 4 метри від Федора.
Похований у Херсоні — на Центральному кладовищі.
Без Федора лишилися дружина, донька 2006 р.н. та син 2014 р.н.

## Нагороди та вшанування
За особисту мужність, сумлінне та бездоганне служіння Українському народові, зразкове виконання військового обов'язку відзначений — нагороджений
- орденом «За мужність» ІІІ ступеня (16.1.2016, посмертно)[1]
- на будівлі гідромеліоративного факультету Херсонського державного аграрного університету відкрито меморіальну дошку Федору Угріну.